# Kirkaldyella
Kirkaldyella is een geslacht van wantsen uit de familie van de Miridae (Blindwantsen). Het geslacht werd voor het eerst wetenschappelijk beschreven door Bertil Robert Poppius in 1921.

## Soorten
Het genus bevat de volgende soorten:

- Kirkaldyella adunca Cassis & Moulds, 2002
- Kirkaldyella anasillosi Cassis & Moulds, 2002
- Kirkaldyella argoantyx Cassis & Moulds, 2002
- Kirkaldyella boweri Cassis & Moulds, 2002
- Kirkaldyella carotarhani Cassis & Moulds, 2002
- Kirkaldyella mcalpinei Cassis & Moulds, 2002
- Kirkaldyella mcmillani Cassis & Moulds, 2002
- Kirkaldyella ngarkati Cassis & Moulds, 2002
- Kirkaldyella notaurantia Cassis & Moulds, 2002
- Kirkaldyella ortholata Cassis & Moulds, 2002
- Kirkaldyella pilosa Cassis & Moulds, 2002
- Kirkaldyella rugosa Poppius, 1921
- Kirkaldyella schuhi Cassis & Moulds, 2002